# Pont Zarafshan
 (décembre 2023).
 (décembre 2023).
Le pont Zarafshan (en ouzbek : Zarafshon suvayirgʻich koʻprigi) est un monument architectural situé à 7-8 km au nord-est de Samarcande, sur la rive gauche de la rivière Zerevchan, dans la province de Samarcande, en Ouzbékistan. Le pont a été construit en 1502 par ordre de Mohammad Chaybani. Il servait de séparateur d'eau sur la rivière Zerevchan, donnant ainsi naissance à deux branches, l'Akdarya et le Karadarya.

## Histoire
Le pont d'eau de Zarafshan se trouve à 7-8 km au nord-est de Samarcande, sur la rive gauche de la rivière Zerevchan,. Actuellement, il est situé légèrement en dessous du pont ferroviaire, prenant la forme d'une immense arche en briques qui constitue l'un des tronçons de ce pont. Dans les sources historiques, le pont est mentionné sous différents noms tels que « l'arche de Timur », « Puli Shadman Malik » et « le pont d'Abdullah Khan »,.
Au milieu du XVe siècle, le pont traversant la rivière Zerevchan a été détruit par une inondation. L'histoire de la construction de ce monument est détaillée dans l'ouvrage "Sheybani-name" de Kamal ad-Din Binai, un historien et poète qui a vécu de la seconde moitié du XVe siècle au début du XVIe siècle. Selon le récit, Mohammad Chaybani, alors qu'il luttait pour traverser à nouveau la rivière, ordonna la construction d'un nouveau pont. Un barrage fut spécialement construit pour bloquer la rivière Zerevchan à cette fin. Le pont mesurait 200 mètres de long et était composé de sept arches. On ne sait pas non plus quand ni dans quelles circonstances le pont a commencé à se détériorer. Le pont est une structure complexe. Les artisans de Samarcande ont préparé un mortier spécial pour sa construction, similaire au ciment moderne. Du gypse, de la chaux et des cendres végétales ont été utilisés à différents endroits, en fonction du degré de contact avec l'eau, pour fabriquer le mortier.

## Recherche
L'ingénieur Bogoslovsky, envoyé dans le cadre de la mission diplomatique de la Russie impériale à Boukhara en 1841, a écrit dans son journal qu'il a vu ce pont déjà en ruines, avec seulement trois arches restantes. Il est très probable que deux arches aient été détruites lors des séismes de 1886 et 1898.
En 1962, à la suite des fouilles archéologiques menées par Abdulakhad Muhammadjanov, les vestiges des deuxième et troisième arches effondrées du pont ont été découverts et étudiés. Il a également été déterminé que la construction était faite de briques rectangulaires d'une largeur de 26 ou 27 cm et d'une épaisseur de 5 cm. La largeur de l'arche encore debout est de 21 mètres et 60 centimètres. La structure se compose de deux couches, avec une épaisseur de 165 cm pour la partie inférieure et de 125 cm pour la partie supérieure. Afin de renforcer le support et prévenir son effondrement, un renfort supplémentaire a été installé du côté droit de l'arche.
Des balustrades d'un mètre de hauteur et de largeur, faites de briques cuites, ont été construites des deux côtés du pont. Ce type de construction indique que les ingénieurs du XVIe siècle, qui ont conçu cette structure, ont pris en compte les mesures de sécurité pour ceux qui traversent la rivière.

## Importance
Le pont Zarafshan a joué un rôle crucial pour Samarcande. Les routes des caravanes de la ville passaient par le pont en direction de l'oasis de Tachkent, des régions le long de la rivière Syr-Daria, de la vallée de Ferghana et de Boukhara. De plus, cette structure servait de séparateur d'eau pour la rivière Zeravchan, donnant naissance aux branches d'Akdarya et de Karadarya. Un autre aspect important de cette construction est son rôle dans la régulation du débit d'eau de la rivière Zeravchan. Le pont a également contribué à l'irrigation régulière des terres près de Samarcande. La seule arche survivante du pont revêt une grande importance pour l'étude de l'histoire des structures hydrauliques en Ouzbékistan.